# Pleuroceras
Pleuroceras ist eine Gattung mäßig evoluter Ammoniten (nicht zu verwechseln mit der gleichnamigen Gattung aus der Ordnung Diaporthales der Schlauchpilze). Sie ist Leitfossil im Oberen Pliensbachium (Domerium) in der nach Pleuroceras spinatum benannten Spinatum-Zone.

## Erstbeschreibung und Benennung
Die Gattung Pleuroceras wurde im Jahr 1868 von Alpheus Hyatt erstbeschrieben. Ihre Bezeichnung ist eine Wortschöpfung zusammengesetzt aus den beiden griechischen Wörtern πλευρά pleurá (Rippe, Flanke) und κέρας kéras (Horn), somit als „Rippenhorn“ zu übersetzen. Der Name verweist auf die markante Berippung des Ammoniten.

## Charakterisierung
Mit N = 0,42 bis 0,46 handelt es sich bei Pleuroceras um eine mäßig evolute (weitnabelige) Ammonitengattung. Der Windungsquerschnitt des Phragmokons ist elliptisch bis rechteckig mit abgerundeten ventro-lateralen Ecken. Mittig über den Venter läuft ein deutlicher, seilförmiger Kiel – eine Synapomorphie der Amaltheidae. Dieser wird von Rillen (Sulci) begleitet, die seicht, gelegentlich auch tiefer eingelassen sein können. Oft fehlen aber auch Sulci vollständig und der Kiel wird dann nur noch von einer flachen Ventralebene umgeben. Im Verlauf der Ontogenese verliert der Kiel bei einigen Taxa seine Einschnürungen und wirkt dann glatt. Die Ornamentik auf den Flanken des Phragmokons besteht aus sehr starken, geradlinig radialen Rippen, daher auch die Bezeichnung der Gattung. Auf ihnen können sich am ventro-lateralen Rand Tuberkel ausbilden. Die Rippen sind manchmal am Umbilikalrand leicht angehoben.

## Systematik

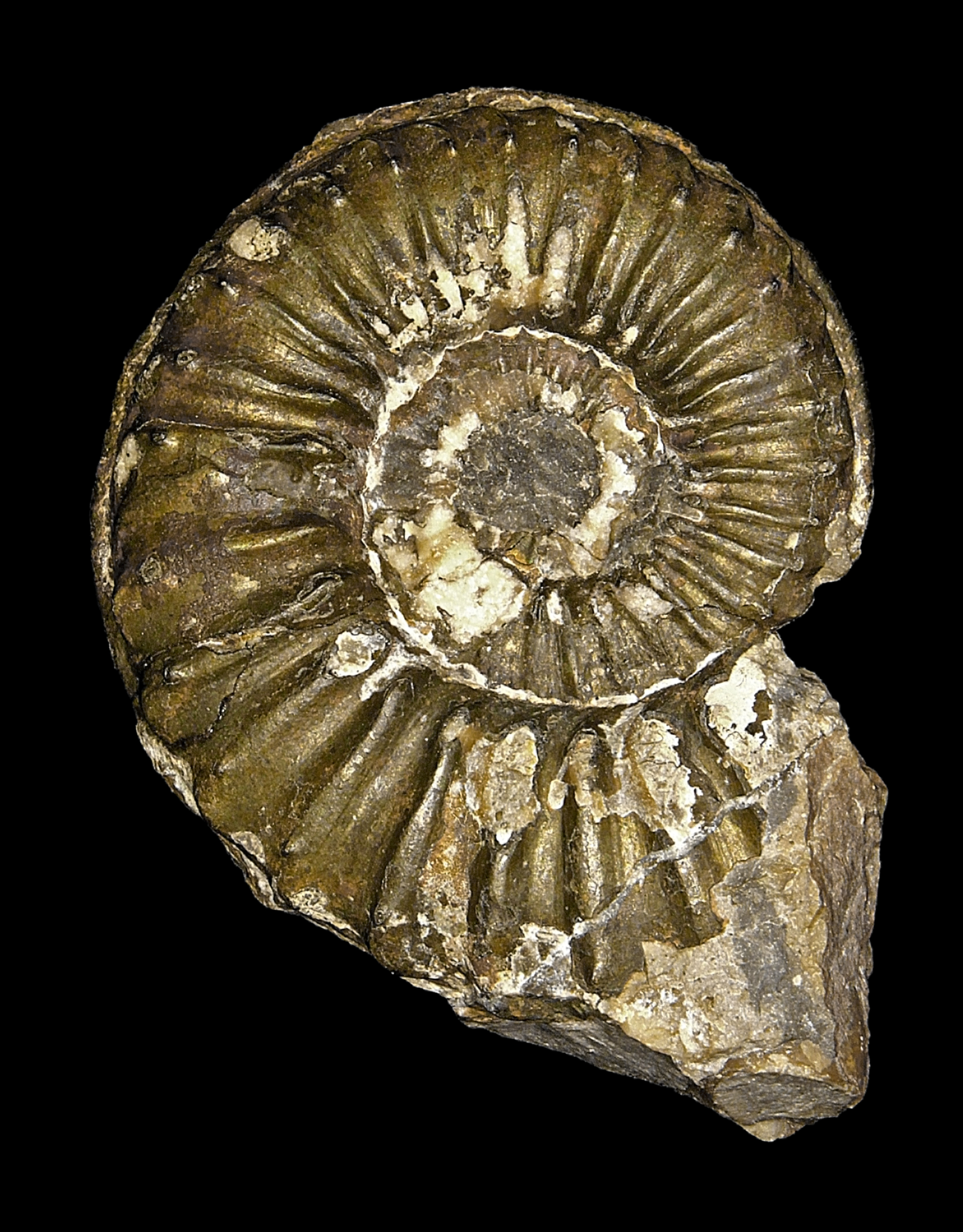
Pleuroceras hawskerense aus der Schweiz

Die Gattung Pleuroceras gehört zur Familie der Amaltheidae Hyatt, 1867 innerhalb der Überfamilie der Eoderoceratoidea Spath, 1929, die seit dem Beginn des Pliensbachiums die Psiloceratoidea verdrängt hatte. 
Von der Gattung Pleuroceras sind folgende Taxa bekannt:
- Pleuroceras apryrenum Buckman, 1911
- Pleuroceras bechteri Frentzen, 1934 – jetzt zu Pleuroceras solare und Pleuroceras transiens gerechnet
- Pleuroceras birdi Simpson, 1843
- Pleuroceras elaboratum Simpson, 1884
- Pleuroceras gigas Howarth, 1958
- Pleuroceras hawskerense Young und Bird, 1928
- Pleuroceras nodosum Goldfuss
- Pleuroceras paucicostatum Howarth, 1955
- Pleuroceras pseudocostatum Hyatt, 1867
- Pleuroceras quadratum Howarth, 1958
- Pleuroceras regulare Simpson, 1855
- Pleuroceras salebrosum Hyatt, 1867 – jetzt Amaltheus salebrosum
- Pleuroceras solare Phillips, 1829
  - Pleuroceras solare solitarium
  - Pleuroceras solare trapezoidiforme
- Pleuroceras sp.
- Pleuroceras spinatum Bruguière, 1789
- Pleuroceras transiens Frentzen, 1937
- Pleuroceras yeovilense Howarth, 1958

Ein Synonym von Pleuroceras ist Paltopleuroceras Buckman, 1898.
Als Schwestertaxa fungieren Amaltheus und Amauroceras. 

## Phylogenese

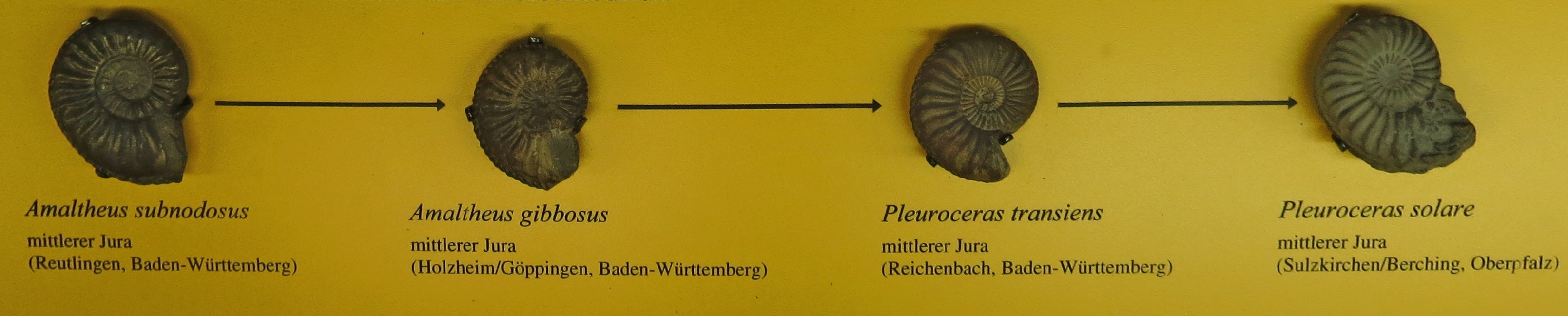
Phylogenetische Entwicklung der Gattung Pleuroceras

Es wird generell angenommen, dass die Gattung Pleuroceras aus der Schwestergattung Amaltheus hervorgegangen ist. Christian Meister (1988) sieht die phylogenetische Entwicklung ausgehend von Amaltheus margaritatus über  Pleuroceras transiens hin zu Pleuroceras solare.

## Ammonitenzone

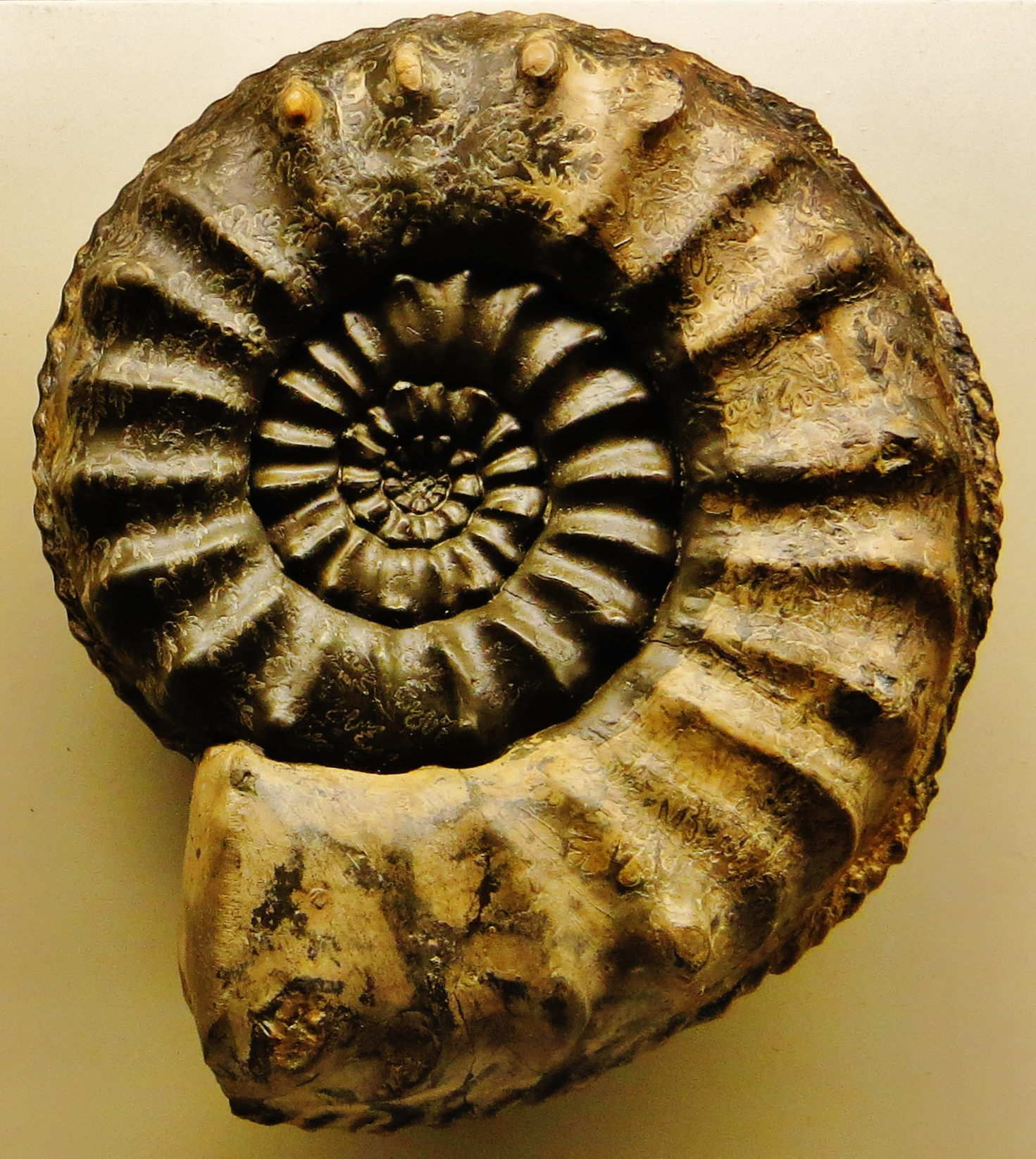
Pleuroceras salebrosum

Die Gattung Pleuroceras ist ein Leitfossil und definiert die fünfte und letzte Ammonitenzone des Pliensbachiums, die Spinatum-Zone. Die Spinatum-Zone folgt auf die Margaritatus-Zone und wird ihrerseits von der Tenuicostatum-Zone des Unteren Toarciums überlagert.
Die Spinatum-Zone wird ihrerseits in zwei Subzonen unterteilt (vom Hangenden zum Liegenden):
- Hawskerense-Subzone nach Pleuroceras hawskerense
- Apyrenum-Subzone nach Pleuroceras apyrenum

## Lebensweise

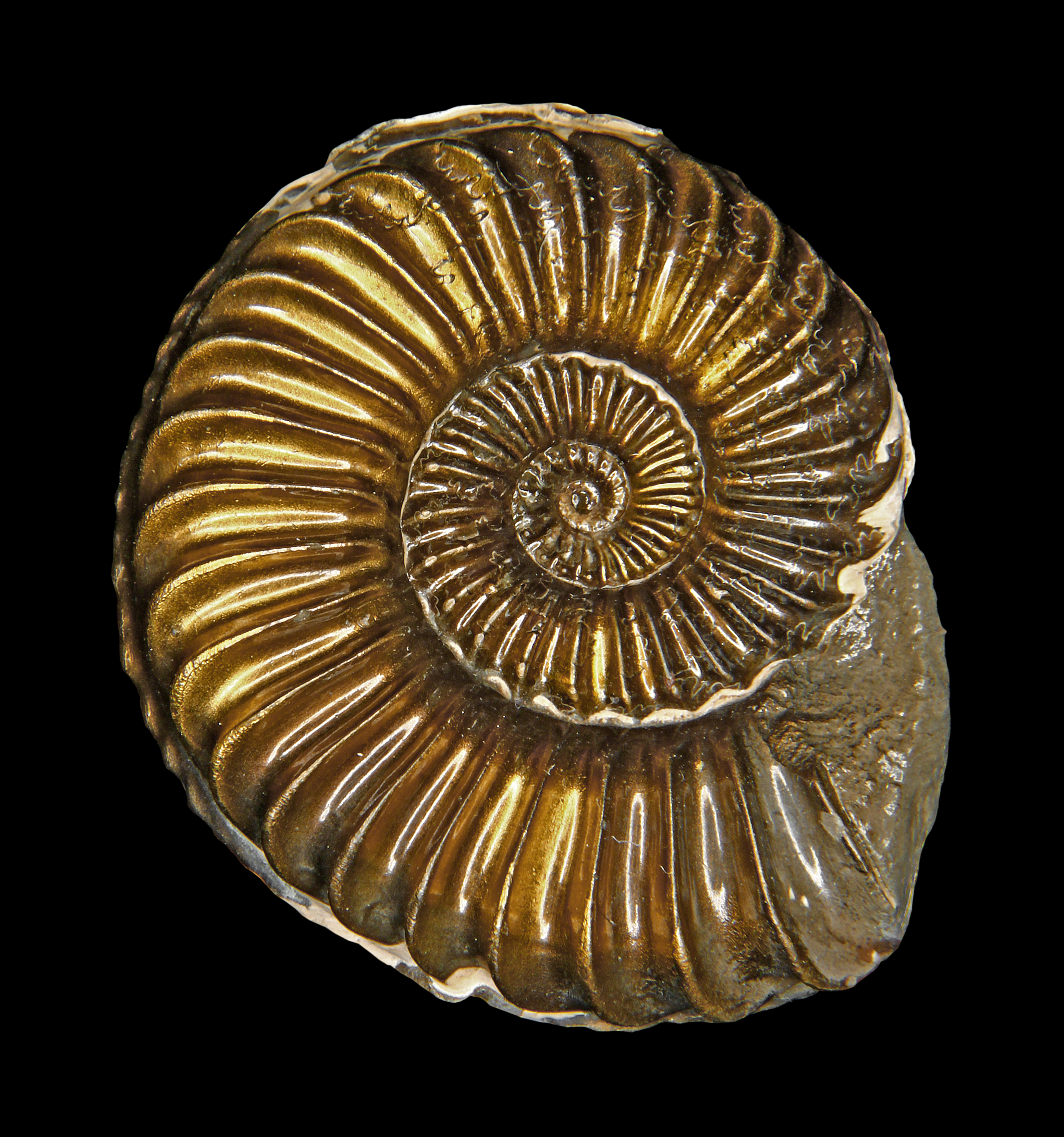
Pleuroceras solare aus der Fränkischen Schweiz

Die Individuen der Gattung Pleuroceras waren vermutlich recht schnell schwimmende marine Karnivoren, die fernab der Küste das flache, aber auch das tiefere kalkabscheidende Subtidal bevölkerten und driftendem Plankton folgten. Sie hielten sich ferner auf dem weiter außen liegenden Schelfbereich und auch noch über der Schelframpe auf. 

## Vorkommen
Vorkommen der Gattung Pleuroceras in Deutschland sind Reichenbach an der Fils in Baden-Württemberg, Altdorf bei Nürnberg, Kalchreuth und Wassertrüdingen in Mittelfranken, Buttenheim und Eggolsheim bei Forchheim (Unterstürmig) in Oberfranken sowie Sulzkirchen bei Berching in der Oberpfalz (alle Bayern), Cremlingen in Niedersachsen sowie Velpe in Nordrhein-Westfalen. In Österreich erscheint die Gattung im Lias der Lienzer Dolomiten. In Ungarn ist der Bakonywald anzuführen.

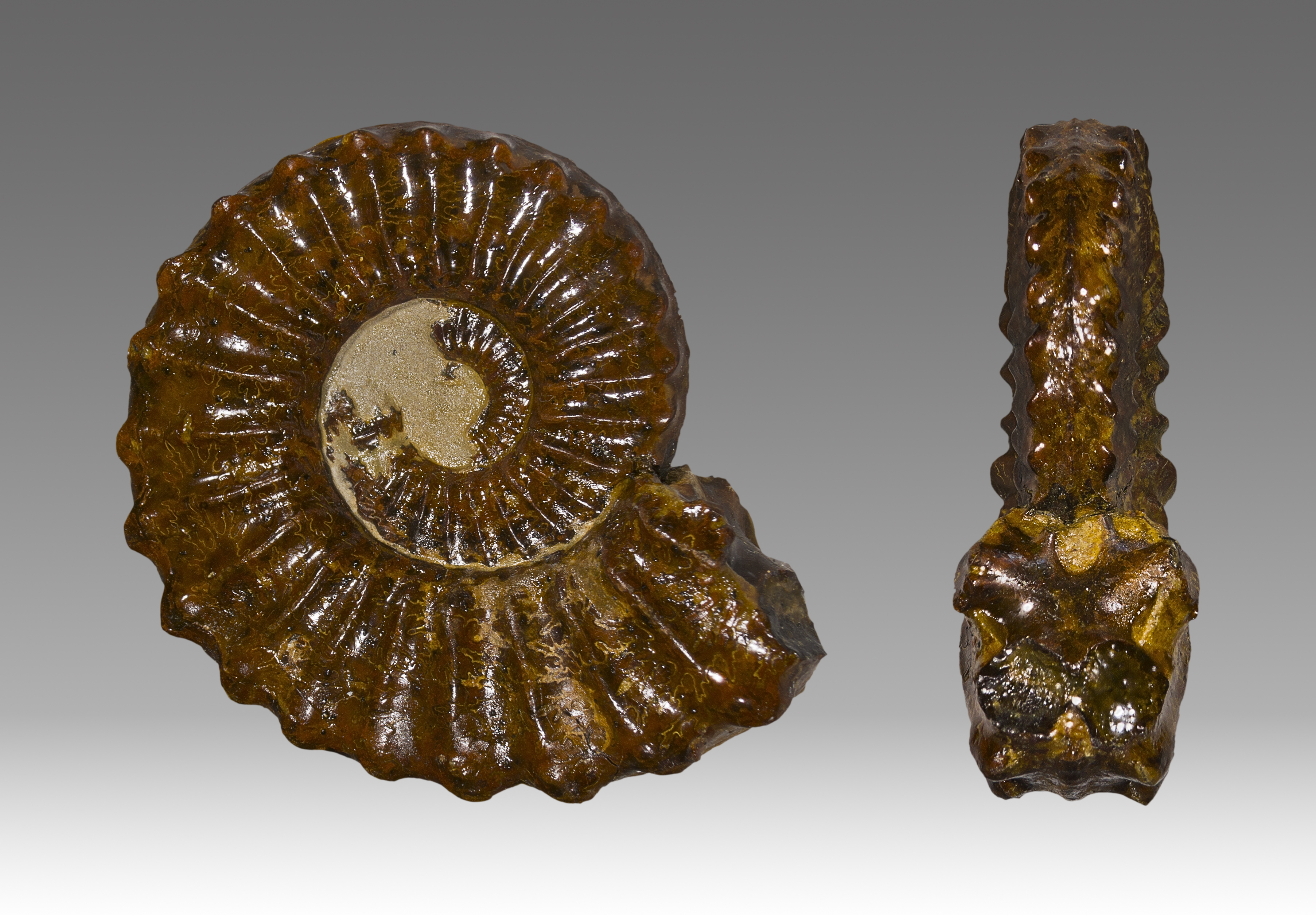
Pyritisierter Pleuroceras spinatum aus dem Département Gard in Frankreich

Zu den Fundstätten in Frankreich gehören Champfromier im Département Ain, die Causses bei Millau im Département Aveyron, Lixhausen im Département Bas-Rhin, Lanuéjols im Département Gard, der Lac de Charmes im Département Haute-Marne, Charmoille im Département Haute-Saône sowie Jard-sur-Mer und Péault im Département Vendée.
In Italien sind Echinodermenkalke und -mergel bei Varese zu erwähnen. Das Fundgebiet von Pleuroceras in Serbien liegt bei Pirot in der Stara Planina. In Spanien führt die Barahona-Formation bei Almonacid de la Cuba (Zentraliberische Kette südlich von Saragossa) ebenfalls die Gattung Pleuroceras.
Außerhalb von Europa erscheint die Gattung Pleuroceras in Nordafrika in der Bayada-Formation der Traras im Nordwesten Algeriens, aber auch in Nordamerika, und zwar am Halfway River in Britisch-Kolumbien, in der Kingak-Formation im nördlichen Yukon (beide Kanada) sowie in Alaska (Vereinigte Staaten).